# Subrahmanyan Chandrasekhar
Subrahmanyan Chandrasekhar (Lahore, India británica [ahora Pakistán], 19 de octubre de 1910 - Chicago, Estados Unidos, 21 de agosto de 1995) fue un astrofísico, físico teórico y matemático aplicado estadounidense de origen indio.
Chandrasekhar trabajó en una gran variedad de problemas de física durante su vida, contribuyendo a la comprensión contemporánea de la estructura estelar, las enanas blancas, la dinámica estelar, los procesos estocásticos, la transferencia radiativa, la teoría cuántica del anión hidrógeno, la estabilidad hidrodinámica e hidromagnética, el equilibrio y la estabilidad de figuras elipsoidales de equilibrio, la relatividad general, la teoría matemática de los agujeros negros y la teoría de las ondas gravitacionales en colisión. En la Universidad de Cambridge, desarrolló un modelo teórico que explicaba la estructura de las estrellas enanas blancas y que tenía en cuenta la variación relativista de la masa con las velocidades de los electrones que componen su materia degenerada. Demostró que la masa de una enana blanca no podía ser superior a 1,44 veces la del Sol: el límite de Chandrasekhar. Chandrasekhar revisó los modelos de dinámica estelar esbozados inicialmente por Jan Oort y otros, considerando los efectos de los campos gravitatorios fluctuantes dentro de la Vía Láctea sobre las estrellas que giran alrededor del centro galáctico. Su solución a este complejo problema dinámico implicaba un conjunto de veinte ecuaciones diferenciales parciales, que describían una nueva cantidad que denominó "fricción dinámica", que tiene el doble efecto de desacelerar la estrella y ayudar a estabilizar los cúmulos de estrellas. Chandrasekhar extendió este análisis al medio interestelar, demostrando que las nubes de gas y polvo galáctico están distribuidas de forma muy desigual.
Ganó el Premio Nobel de Física en 1983 compartido con William Fowler por sus estudios sobre los procesos importantes en la estructura y evolución estelares. Estudió en el Presidency College de la Universidad de Madrás y se graduó allí con un bachiller universitario en ciencias en Física en 1930. Se doctoró en la Universidad de Cambridge en 1933, aunque trabajó en la Universidad de Chicago desde 1937 hasta su muerte en 1995.
Además del Premio Nobel, le fueron concedidas entre otras la Henry Norris Russell Lectureship de la American Astronomical Society (1949), la Medalla Bruce de la Sociedad Astronómica del Pacífico (1952), la Medalla de oro de la Real Sociedad Astronómica (1953), la Medalla Henry Draper de la Academia Nacional de Ciencias de Estados Unidos (1971) y la Medalla Copley de la Royal Society (1984).
En 1999, la NASA llamó en su honor al tercero de sus cuatro Grandes Observatorios, el Observatorio de rayos X Chandra. Incluso un asteroide, el 1958 Chandra, le debe su nombre.

## Etimología de su nombre
Su nombre y apellido ―que se pronuncia [subrajmánian chándra shékjar]― son dos nombres del dios Shiva.
En idioma sánscrito, Subrahmanyan (सुब्रह्मण्य)
significa ‘el que es favorable a los sacerdotes’, siendo su: ‘muy’; y brahmanya: ‘amistoso con los brahmanes’.
Chandrasekhar (चन्द्रशेखर)
significa ‘el que tiene a la Luna como la joya cimera de la cabeza’;
siendo Chandra: la Luna (o el dios de la Luna);
y shékhar: la coronilla de la cabeza, una corona, una diadema, una corona de flores, la cima de una montaña, la parte más elevada, lo más hermoso de algo, el verso introductorio de una canción (recurrente como estribillo).
Es un nombre del dios Shiva, cuyo iconografía le muestra con una media luna sobre la cabeza.

## Primeros años y educación
Chandrasekhar nació en Lahore el 19 de octubre de 1910 del Raj británico (actual Pakistán) en el seno de una familia brahmán de habla tamil. Su madre fue Sitalakshmi Aiyar, de soltera Balakrishnan, y su padre, Chandrasekhara Subrahmanya Ayyar, un alto funcionario del servicio público indo que estaba destinado en Lahore como Auditor General Adjunto de los Ferrocarriles del Noroeste cuando nació Chandrasekhar. Tenía dos hermanas mayores, Rajalakshmi y Balaparvathi, tres hermanos menores, Vishwanathan, Balakrishnan y Ramanathan, y cuatro hermanas menores, Sarada, Vidya, Savitri y Sundari.
Su tío paterno fue Chandrasekhara Venkata Raman, un físico indio que recibió el Premio Nobel de Física de 1930. Su madre era una gran intelectual, había traducido obras de Henrik Ibsen y León Tolstói a la lengua tamil, aunque solamente recibió unos pocos años de educación formal, y se le atribuye el mérito de haber despertado la curiosidad intelectual de Chandra a una edad temprana. La familia se trasladó de Lahore a Allahabad en 1916, y finalmente se estableció en Madrás en 1918.
Chandrasekhar recibió clases de sus padres y de profesores particulares en casa hasta los doce años. En la escuela media, su padre le enseñó Matemáticas y Física y su madre le enseñó Tamil.
Más tarde asistió a la Hindu High School, Triplicane, Madras durante los años 1922 a 1925. Posteriormente, estudió en el Presidency College, Madras (afiliado a la Universidad de Madrás) de 1925 a 1930, escribiendo un artículo, "The Compton Scattering and the New Statistics", en 1929 tras inspirarse en un encuentro con Arnold Sommerfeld. Obtuvo su licenciatura, BSc (Hon.), en Física, en junio de 1930. En 1930, Chandrasekhar obtuvo una beca del Gobierno de la India para cursar estudios de postgrado en la Universidad de Cambridge, donde fue admitido en el Trinity College, asegurado por R. H. Fowler, con quien comunicó su primer trabajo. Durante su estancia en Inglaterra, Chandrasekhar dedicó su tiempo a trabajar en la mecánica estadística de la gas de electrones degenerados en estrellas enanas blancas, aportando correcciones relativistas al trabajo previo de Fowler (véase Legado más adelante).

## Universidad de Cambridge
En 1930, Chandrasekhar ingresó en el Trinity College de la Universidad de Cambridge, Inglaterra.
Durante su primer año en Cambridge, como estudiante investigador de Fowler, Chandrasekhar dedicó su tiempo a calcular opacidades medias y a aplicar sus resultados a la construcción de un modelo mejorado para la masa límite de la estrella degenerada. 
Por aquel entonces leyó uno de los libros de Arthur Eddington, The Internal Constitution of Stars, que le influyó profundamente. En dicho libro, Eddington sostenía que las estrellas acababan sus vidas transformadas en objetos pequeños del tamaño de la Tierra y conocidos como enanas blancas, tras agotar sus fuentes de energía. Chandrasekhar incluyó en sus cálculos efectos de tipo cuántico y relativistas, concluyendo que tan solo las estrellas de baja masa podían terminar sus vidas tal y como Eddington había planteado. Sus cálculos más elaborados mostraban que para estrellas de masa superior a 1,4 la masa de nuestro propio Sol, estas, en ausencia de una fuente interna de calor, se colapsarían por debajo del tamaño terrestre. Este límite se conoce como límite de Chandrasekhar. Sus descubrimientos apuntaban a la formación de estrellas de neutrones y agujeros negros.
En las reuniones de la Royal Astronomical Society conoció a E. A. Milne. Invitado por Max Born, pasó el verano de 1931, su segundo año de estudios de postgrado, en el instituto de Born en Göttingen, trabajando en opacidades, coeficientes de absorción atómica, y modelo de fotosfera estelar. Por consejo de P. A. M. Dirac, pasó su último año de estudios de posgrado en el Instituto de Física Teórica de Copenhague, donde conoció a Niels Bohr.
Tras recibir una medalla de bronce por sus trabajos sobre las estrellas degeneradas, en el verano de 1933, Chandrasekhar se doctoró en Cambridge con una tesis entre sus cuatro trabajos sobre politrópicos autogravitatorios en rotación. El 9 de octubre fue elegido becario del Trinity College para el período 1933-1937, convirtiéndose en el segundo indio en recibir una beca del Trinity College después de Srinivasa Ramanujan. 16 años antes. Estaba tan seguro de que no conseguiría la beca que ya había hecho los preparativos para estudiar con Milne ese otoño en Oxford, llegando incluso a alquilar un piso allí.
Eddington se interesó por su trabajo, pero en enero de 1935 dio una charla criticando duramente el trabajo de Chandrasekhar (véase Disputa Chandrasekhar–Eddington).

## Carrera científica
En 1937, Chandrasekhar aceptó un trabajo en la Universidad de Chicago, donde permanecería durante el resto de su carrera científica. En Chicago, Chandrasekhar inició una nueva línea de trabajo que culminaría en la publicación de su obra The Principles of Stellar Dynamics (1942). Durante la Segunda Guerra Mundial, Chandrasekhar colaboró con otros físicos de la Universidad de Chicago ―como Enrico Fermi― en el Proyecto Manhattan. A comienzos de los años 1950, Chandrashekhar estudió detalladamente el transporte radiativo en el interior de las estrellas, pero su trabajo en este campo se referencia en numerosas ocasiones para el estudio del transporte radiativo de energía en cualquier medio (Radiative transfer). Más tarde, trabajaría en los efectos del magnetismo sobre las galaxias, su forma y evolución publicando otro clásico: Hydrodynamics and Hydromagnetic Stability (1961).
Durante la siguiente década intentó descubrir cómo la rotación afecta la forma de los planetas, estrellas, galaxias y clústeres de galaxias. En los años 1970, Chandrasekhar volvió a examinar el colapso de las estrellas al final de su vida. Este trabajo concluyó con la publicación de la que quizás sea su obra más famosa: The Mathematical Theory of Black Holes, publicada en 1983. Por estos trabajos recibió el Premio Nobel de Física en 1983, que compartió con William Fowler. Su último libro fue Newton's Principia for the Common Reader.

## Algunas publicaciones
- Radiative transfer, Dover publication, 1960, 393 p. ISBN 0-486-60590-6}

- Introduction to the Study of Stellar Structure, Dover Publications, 1958, 509 p. ISBN 0-486-60413-6

- Principles of stellar dynamics, Dover Publications, 1963, 314 p.

- Plasma physics, University of Chicago Press, 1975, 217 p. ISBN 0-226-10085-5

- Hydrodynamic and hydromagnetic stability, Clarendon Press, 1981, 652 p. ISBN 0-486-64071-X

- Eddington, the most distinguished astrophysicist of his time, Cambridge University Press, 1983, 64 p. ISBN 0-521-25746-8

- Ellipsoidal figures of equilibrium, Dover Publications, 1987, 254 p. ISBN 0-486-65258-0

- Truth and Beauty: Aesthetics and Motivations in Science, University of Chicago Press, 1987, 208 p. ASIN 0226100863

- Stellar structure and stellar atmospheres}}, obras elegidas de S. Chandrasekar, v. 1, Univ. of Chicago Press, 1989, 515 p. ISBN 0-226-10089-8

- Radiative transfer and negative ion of hydrogen, obras elegidas de S. Chandrasekar, v. 2, Univ. of Chicago Press, 1989, 622 p. ISBN 0-226-10092-8

- Stochastic, statistical, and hydromagnetic problems in physics and astronomy, obras elegidas de S. Chandrasekar, v. 3, Univ. of Chicago Press, 1989, 642 p. ISBN 0226100944

- Plasma physics, hydrodynamic and hydromagnetic stability, and applications of the tensor-virial theorem, obras elegidas de S. Chandrasekar, v. 4, Univ. of Chicago Press, 1989, 585 p. ISBN 0-226-10096-0
- Relativistic astrophysics, obras elegidas de S. Chandrasekar, v. 5, Univ. of Chicago Press, 1990, 587 p. ISBN 0-226-10098-7

- The mathematical theory of black holes and of colliding plane waves, obras elegidas de S. Chandrasekar, v. 6, Univ. of Chicago Press, 1991, 739 p. ISBN 0-226-10100-2

- The non-radial oscillations of stars in general relativity and other writings, obras elegidas de S. Chandrasekar, v. 7, Univ. of Chicago Press, 1998, 294 p. ISBN 0-226-10104-5

- The mathematical theory of black holes, Clarendon Press, 1998, 646 p. ISBN 0-19-850370-9

- Newton's Principia for the common reader, Clarendon Press, 2003, 593 p. ISBN 0-19-852675-X